# Zapadni perzijski jezik
Zapadni perzijski jezik (iranski perzijski; novoperzijski, parsi; ISO 639-3: pes), nacionalni iranski jezik, član perzijskog makrojezika fas kojim govori oko 22 000 000 ljudi u Iranu (1997), ukupno 23 879 300 govornika u svijetu. Znatan broj govori se još u Iraku 227 000 (1993); 80 000 u Ujedinjenim Arapskim Emiratima (1986); 50 000 u Tadžikistanu (Johnstone and Mandryk 2001); 73 000 u Kataru (1993); 25 000 u Omanu (1993).
Postoje brojni dijalekti među kojima su neki možda posebni jezici a dobivaju imena po lokalitetu: abadanski, ketabski, tehranski, shiraski (po Shirazu), stari shirazski, qazvinski, mahalhamadanski, kashanski, esfahanski, sedehski, kermanski, arakski, shahrudi kazeruni, mashadski (Meshed), basserski (pleme Basseri), yazdski (kojim govore Yazdi), bandarski.
Jedan je od deset perzijskih jezika, šire iranske skupine indoiranskih jezika. Uči se u osnovnim i srednjim školama. Pismo: arapsko

## Vanjske poveznice
- Ethnologue (14th)
- Ethnologue (15th)